# Brake (película)
Brake es una película estadounidense de suspenso del año 2012, protagonizada por Stephen Dorff, Chyler Leigh, JR Bourne y Tom Berenger.

## Sinopsis
El agente del Servicio Secreto Jeremy Reins es capturado por un grupo terrorista y usado como rehén. Mientras tanto el tiempo corre y hay que evitar una inminente catástrofe.

## Reparto
- Stephen Dorff como Jeremy Reins.
- Chyler Leigh como Molly Reins.
- JR Bourne como Henry Shaw.
- Tom Berenger como Ben Reynolds.
- Pruitt Taylor Vince como el terrorista (voz).

- Datos: Q4956020